# Josef Abel (Maler)

Selbstporträt im Studio (1808–1810), Ungarische Nationalgalerie

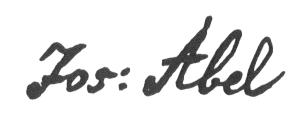
Signatur von Josef Abel

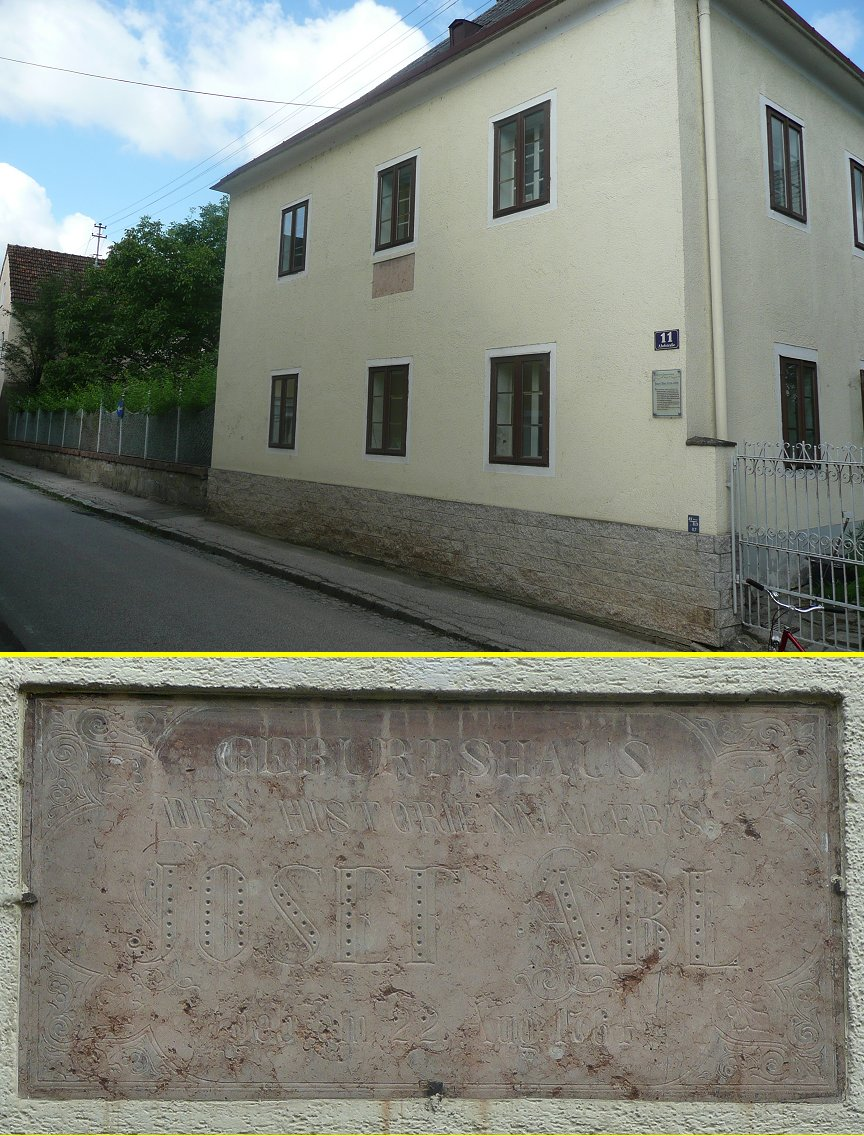
Geburtshaus von Josef Abel in Aschach an der Donau mit Gedenktafel

Josef Abel, gelegentlich Joseph Abel (* 22. August 1764 in Aschach an der Donau, Oberösterreich; † 4. Oktober 1818 in Wien), war ein österreichischer Maler.

## Leben
Josef Abel war der Sohn des Schreinermeisters Johann Melchior Abel. Nach seiner Schulzeit begann Abel in Aschach eine kaufmännische Lehre. Dort erregte er mit spontanen Zeichnungen das Interesse eines durchreisenden Beamten, der ihn an die Kunstakademie nach Wien empfahl.
Die Aufnahmeprüfung bestand Abel 1782 mit Bravour und aufgrund seines Talents wurde ihm das Schulgeld vollständig erlassen. Er wurde Schüler der Dozenten Heinrich Friedrich Füger und Franz Anton von Zauner. 1794 wurde Abels Bild Dädalus und Ikarus anlässlich einer Ausstellung der Akademie mit einer Goldmedaille prämiert. Als bester Schüler seines Jahrgangs bekam Abel durch Vermittlung Fügers ein äußerst großzügiges Stipendium, das er 1801 für einen sechsjährigen Studienaufenthalt in Rom nutzte. Zuvor engagierte ihn aber 1795/96 Fürst Adam Kazimierz Czartoryski als Zeichen- und Hauslehrer nach Polen auf seine Güter.
1796 kehrte Abel nach Wien zurück und wirkte dort als freier Maler, war aber durch die Freundschaft mit seinem Lehrer Füger immer noch der Akademie eng verbunden. Im Sommer 1801 wanderte Abel dann über Venedig und Florenz einen Großteil der Strecke nach Rom, um die Fahrtkosten zu sparen. Dort schloss er sich schon bald den deutschen Romantikern an. Durch seine Studien und Kopien gerade von Raffael und Michelangelo beeinflusste Abel u. a. die Maler Johann Christian Reinhart und Joseph Anton Koch. Aber auch Bertel Thorvaldsen fand bei Abel einige Anregung und Inspiration. Abel schloss sich in Rom dem Künstlerbund der Lukasgilde an. Ein wichtiges Werk aus dieser Zeit ist das Porträt der Familie Fries; Reichsgraf Moritz Christian Fries betreute in Rom die österreichischen Stipendiaten der Akademie.
1807 kehrte Abel nach Wien zurück und ließ sich durch seinen Lehrer Füger von der allgemeinen Begeisterung und Verehrung Klopstocks inspirieren. In einem freundschaftlichen Wettstreit mit dem Kollegen Martin Johann Schmidt, gen. Kremser Schmidt, schuf Abel ein riesiges Bild mit dem Titel Klopstock im Elysium: Geleitet von einer Muse, empfangen von Homer an der Spitze der berühmtesten Dichter aus alter und neuer Zeit, wird Klopstock in das Elysium eingeführt. Die Landschaft bei diesem Werk wurde durch Johann Christian Reinhart ausgeführt.
Am 8. Februar 1815 wurde Abel zum Mitglied der Akademie der bildenden Künste in Wien ernannt.
Am 4. Oktober 1818 starb Josef Abel im Alter von 54 Jahren an Auszehrung in Wien (1., Innere Stadt). Da Abel keine Familie hatte, erbte seine beeindruckende Arbeitsbibliothek die Stadt Wien. Seine Grabstätte wurde um 1920 aufgelassen.

## Werke
- Daedalus und Ikarus

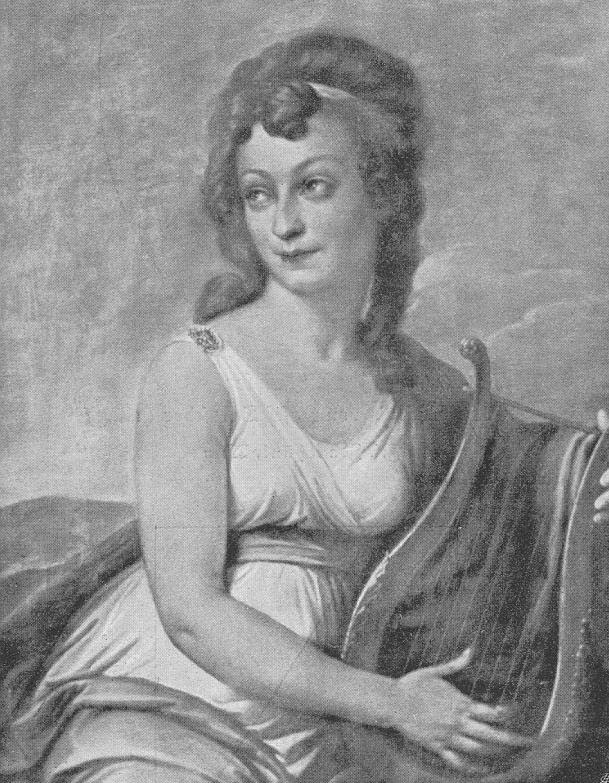
‘Marie Pachler’, Gemälde von Josef Abel

- Antigone auf den Knien vor dem Leichnam ihres Bruders
- Cato von Utika
- Heiliger Aegydius
- Orestes und Elektra
- Der gefesselte Prometheus
- Sokrates rettet Theramenes
- Sokrates als Künstler
- Flucht nach Ägypten
- Amor und Psyche
- Hectors Abschied von Andromache, entstanden in Rom, 1805, Linz, Schlossmuseum
- Andromache in Ohnmacht
- Theramenes, die drei Grazien vollendend
- Herrmann nach der Schlacht im Teutoburger Wald, Linz, Schlossmuseum
- Die Heilige Familie, Linz, Schlossmuseum
- Der Hl. Ägidius, Hauptaltarblatt in der Ägidiuskirche in Wien-Gumpendorf
- Die Taufe Christi, Pfarrkirche in Gainfarn

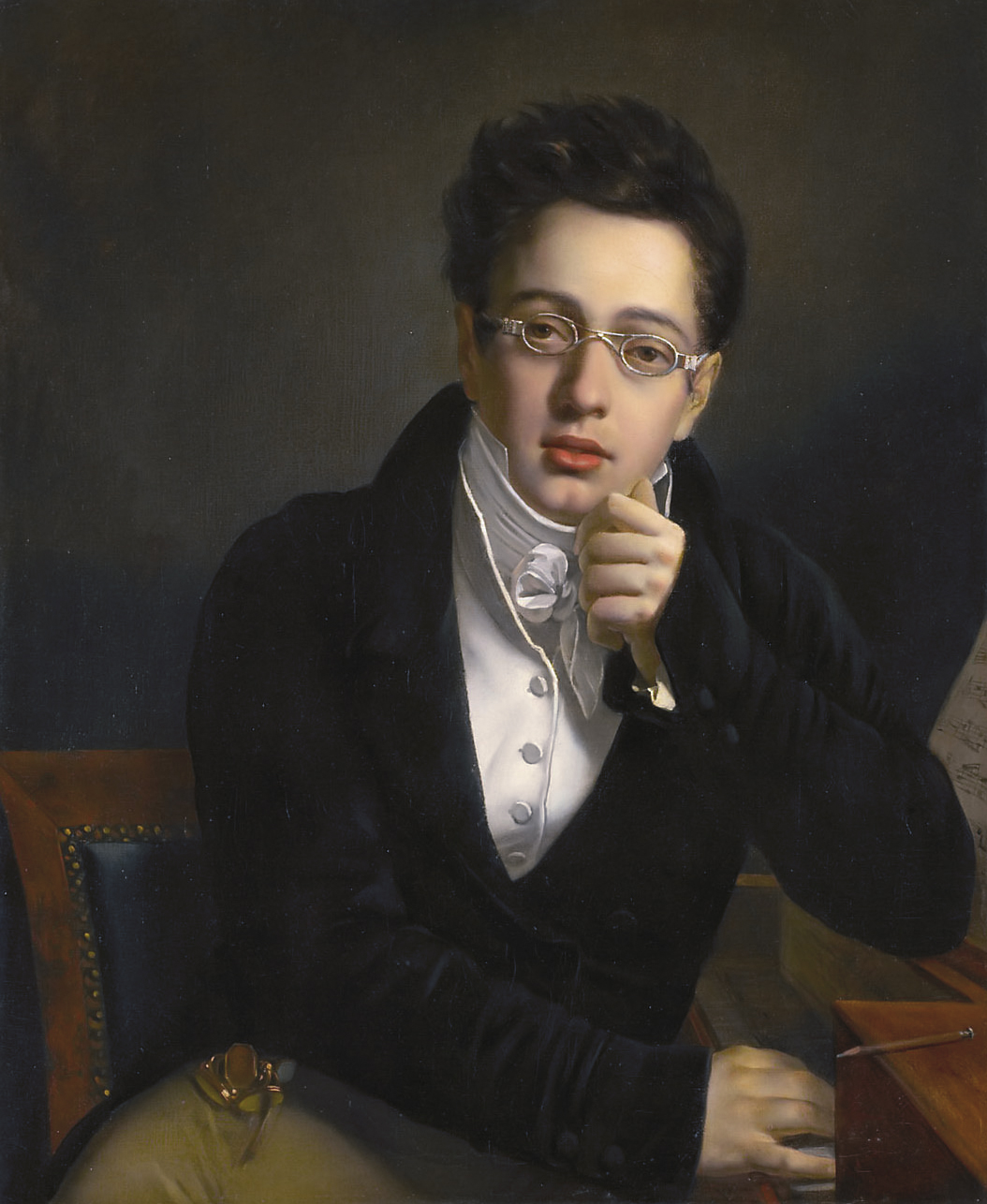
Junger Franz Schubert mit Brille (Abel zugeschrieben)

- Der Hl. Vitus, Hauptaltarblatt in der Pfarrkirche St. Veit in Krems
- Bühnenvorhang für das Schauspielhaus in Pest
- Mitarbeit am Bühnenvorhang für das „alte“ Burgtheater am Michaelerplatz
(figürlicher Teil nach Zeichnungen von Füger)

### Porträts
- Klopstock im Elysium
- Selbstporträt, Linz, Schlossmuseum
- Selbstporträt, 1818
- Molitor
- Melchior Abel
- Marie Pachler
- Junger Mann mit Brille (seit einiger Zeit in der Diskussion als Porträt des 17-jährigen Komponisten Franz Schubert)
- Kaiser Franz im Kaiserornat (Abels letztes Werk)